# Albæk (Randers)
Albæk is een plaats in de Deense regio Midden-Jutland, gemeente Randers, en telt 271 inwoners (2007).
- Library of Congress Control Number: n2009003305
- Virtual International Authority File: 128072440
- WorldCat: E39PBJw8TWw3kFRVqxVXGXGvHC